# Neil Goldman e Garrett Donovan
Neil Goldman (...) e 
Garrett Donovan (...) sono due produttori televisivi e sceneggiatori statunitensi.

## Opere
Il duo è famoso per aver sceneggiato vari episodi della serie televisiva Scrubs - Medici ai primi ferri, creata da Bill Lawrence e per essere i produttori esecutivi della medesima fino all'ottava stagione. 
Hanno scritto l'episodio pilota di Nobody's Watching, serie anch'essa creata da Lawrence. Hanno inoltresceneggiato alcuni episodi de I Griffin.
Sono anche stati i produttori esecutivi della serie Community, prodotta dalla NBC.